# کارلا کروم
کارلا پتسی کروم (انگلیسی: Karla Patsy Crome؛ زادهٔ ۲۲ ژوئن ۱۹۸۹) یک هنرپیشه انگلیسی است. وی از سال ۲۰۰۹ میلادی تاکنون مشغول فعالیت بوده‌است.
از فیلم‌ها یا برنامه‌های تلویزیونی که وی در آن نقش داشته است می‌توان به ناجورها، زیر گنبد، خیابان کارناوال، افسانه‌های واهی و ویتا و ویرجینیا اشاره کرد.